# 夕刊
夕刊（ゆうかん）は、夕方（午後）に各家庭や新聞スタンドに配布・販売される新聞。

## 日本国内
日本では一部地域（山間部、あるいは離島など）を除き一般には毎週日曜日と祝日、及び年末年始の12月29日から翌年1月3日までの間を除いて毎日刊行されている。なお、新聞休刊日には当日の夕刊と翌日の朝刊が刊行されない。夕刊専売の一部新聞では、年末年始特大号（日付は1月1日付けとして）を毎年12月25日から29日まで発売している。

### 歴史

#### 黎明期
日本国内における夕刊は1877年11月12日に夕刊紙『東京毎夕』が創刊されたのが最初であり、1885年1月1日には『東京日日新聞』（現在の毎日新聞東京本社）などが現在の夕刊とほぼ同じ形の「午後版」を出した。しかし長続きはしなかった。これは交通通信網が不十分であったからであるとされる。その後、1897年1月1日に『東京朝日新聞』（現在の朝日新聞東京本社）が発行した「2回版」と呼ばれる物が発行されている。当時は未明に「1回版」を発行した後、10時ごろに「2回版」を発行・配達していたため、厳密な意味での夕刊ではなかったが、当時は新聞の印刷技術の問題から無理もあり、これもわずか7か月で「2回版」は廃止されてしまう。その後迅速な報道が要求されていることや、1915年に大正天皇の即位の礼が開催されることから、大阪朝日新聞社と大阪毎日新聞社が提携し「御大典記念」として同年10月10日に10月11日付けとして夕刊を発行している。
20世紀に入ってから主要全国紙などが発行翌日付（よって新聞の欄外に掲載される日付欄には「○○年○月○日（○日発行）」と掲載されている）の形でこぞって発行していた。朝・夕刊セット新聞の夕刊が発行日と同じ日付になるのは1943年10月11日付けの新聞からである。また、1937年ごろには日中戦争を伝える目的で「正午版」と呼ばれる「第2朝刊」とほぼ同じもの、さらに戦後のごく一時期に通常の朝・夕刊以後に発生したニュースを収録した「第2朝・夕刊」と呼ばれるものも発行されており、日によって1日に3 - 4回配達された新聞も存在するが、太平洋戦争（第二次世界大戦）の影響による新聞の統制令により1941年ごろから夕刊の発行が規制され、東京の『東京新聞』（現在は中日新聞東京本社が発行）、大阪の『大阪新聞』（産経新聞系）のような専業紙を除いて殆どの新聞が朝刊のみとなった。特に1944年3月6日からは朝・夕刊セットの新聞の夕刊は完全に廃止となった。

#### 発展期
戦後に入って夕刊は復活したが当時は製紙事情が充分ではなかったことなどから政府当局からの指導で全国紙の増ページが認められなかったことを逆手に取り、その分夕刊専売の新聞を続々と創刊させた。特に大阪府など西日本の地方新聞で全国紙をバックにした夕刊地方新聞が乱立し、産経新聞系の『大阪時事新報』や毎日新聞系の『新関西』（のちにスポーツニッポン大阪本社版夕刊）、『新大阪』や『新九州』、朝日新聞系の『大阪タイムズ』、中日新聞系の『名古屋タイムズ』、西日本新聞系の『夕刊フクニチ』、独立系の『大阪日日新聞』や『関西新聞』などが相次いで発行され、関東でも『東京日日新聞』や『報知新聞』が夕刊紙として復刊された。また、東京では『夕刊朝日新聞』『夕刊読売』など、全国紙の実質的なセット版の復活ともとれる夕刊紙が創刊されるようになった（後述の正式なセット売り再解禁により親会社の新聞に統合される）。
その後1951年10月1日から、朝刊紙の夕刊とのセット発行が再解禁され、全国紙そのものの夕刊（発行当日付。但し一部地域では夕刊がないため朝刊のみの統合版で発行。読売新聞中部支社（東海3県向け）は元々朝刊単独で夕刊は出していない）が再開されるようになり毎日系夕刊紙は毎日新聞、あるいはスポーツニッポンの夕刊と経営・紙面を統合するようになっていった。また北海道新聞系の『北海タイムス』、西日本新聞系の『フクニチ新聞』、神戸新聞系の『神港新聞』などがそれぞれ独立し元来の親新聞と競合関係になる。その他の地方都市などでも夕刊専売の地方新聞（発行翌日付。十勝毎日新聞など）が相次いで創刊するようになる。
1960年代に入ると娯楽性を重視した夕刊専売紙が創刊するようになった。こういった都市部で発行される夕刊専売の新聞の多くは、主に駅・空港・フェリーターミナルやコンビニエンスストアにある新聞即売スタンドでの販売が主であり、産経系直営の『大阪新聞』『夕刊フジ』、ブロック紙系の『名古屋タイムズ』『夕刊フクニチ』などを除けば、他の全国紙やブロック紙に委託宅配をするが、宅配用の部数は極々限られている。そのため1頁や最終頁の題字が掲載されている箇所などに1部売り定価を強調して表示する新聞も多い。
またこの頃から新聞週間の一環で、この期間中の日曜日に行われている「新聞少年の日」には、「新聞少年の日頃の労いに感謝し、新聞販売店の休日を確保する」という意味合いで、一般紙（全国紙・一部の地方紙）ではこの日に限り日曜夕刊を休刊日としていたが、1965年から一般労働者の雇用情勢の悪化により、就労環境の確保の観点から、まず1月から3月までの3か月間は、第1・3日曜日を休刊日とすることにし、同4月からはこれを毎週の日曜・祝日に拡大するようになった。
日曜日の夕刊が休刊となった経緯について、それを詳しく描いた小説「日曜夕刊がなくなった日」（田沢新吉、講談社）によれば、それまで新聞休刊日とされるこどもの日、秋分の日と元日を含む年末年始を除き、毎日夕刊が発行されていたが、東京新聞販売同業組合の第22代組合長となった販売店経営者が全逓信労働組合の中央執行委員長だった宝樹文雄に「次の世代のために、週休制を導入すべきだ」とする提案をした。それがきっかけで、経営者と労組の連携により日曜夕刊の廃止運動がおこったのがきっかけだとされる。ただ、読売新聞は「日曜夕刊は絶対廃止しない。理由はいろいろあるが、夕刊を休むと新聞の使命遂行に影響する」として反対したといわれる。
その後、1965年1月からまず第1・3日曜に限り夕刊を廃止することで読売以外の全国紙、および多くの地方紙が同意。信濃毎日新聞など一部は同年1月から毎週日曜の休刊に踏み切った。その後読売側が折れ、2月から毎週日曜の夕刊を休刊、4月以後は全新聞社が日曜夕刊を毎週完全に休刊することを表明したとされている。これ以後、全国紙や一部の地方紙では日曜夕刊の代替として、日曜版と呼ばれる別刷り（二部紙）形式の新聞を発行する傾向が強くなっていくとともに、日曜日夕方のテレビに『テレビ夕刊』や『日曜夕刊』と称するニュース番組の放送が始まった。1989年1月8日には、岐阜新聞が朝刊配達時に前日（土曜日）の夕刊を、夕刊を購読していない世帯にも特別に配達した。これは前日の昭和天皇崩御に伴うと考えられる。

#### 最盛期
1990年代前半頃には、東京都でも夕刊専売の地方紙が乱立し『東京レディコング』（蘭華社）や『日刊アスカ』（飛鳥新社）など、既存夕刊紙とは違った切り口や紙面工法を取り入れたことで「夕刊紙戦争」とまでいわれていた。また、当時は株式相場が過熱しており、当日午前10時の株価を掲載していた夕刊紙もあった。午後3時までに入手できれば当日の相場の予想に役立てられた。
1995年に野茂英雄投手が大リーガーとなり、活躍し始めたが、この大リーグの試合時間帯が日本の夕刊紙の締め切りにマッチし、野茂や後に続く日本人大リーガーの活躍を、紙メディアでは夕刊紙がいち早く報道することができ、帰宅時のサラリーマン読者のキラーコンテンツの一つとなった。

#### 退潮期
1995年頃にインターネットが普及し始め、夕刊紙の売り上げそのものも伸び悩んだことから、休・廃刊に追い込まれたり朝刊紙に移行する新聞社が相次いだ。夕刊紙の宝庫といわれた大阪府では1991年4月17日にイトマン事件による経営不振から『関西新聞』が廃刊して経営破綻したのをはじめ、1995年4月28日に『新大阪』も同年1月17日に発生した阪神・淡路大震災の影響による経営難で休刊。唯一の大阪府の地方新聞である『大阪日日新聞』も2000年10月1日に『日本海新聞』の発行元である新日本海新聞社（鳥取市）の傘下に入って朝刊専売紙に移行したが、2023年7月31日をもって休刊した。
『産経新聞』は2002年3月30日をもって東京本社の夕刊を廃止し全国紙としての夕刊を、スピンオフされた『夕刊フジ』に整理統合したが、『夕刊フジ』も2025年1月31日で休刊となった。『朝日新聞』や『毎日新聞』、『産経新聞』（大阪本社）、『東京新聞』（中日新聞東京本社）も2025年8月より、土曜日の夕刊の発行を休止している。
以下のような動きもある。大手夕刊紙は、以前から公営競技の情報や予想を大きな紙面を割いて扱っているが、これは翌日の競技の情報だった。近年、各種の競技でナイター用の照明を導入し、夕方/夜/深夜の開催が行われるようになった。そこへコロナ禍の影響で、無観客での夜の開催が増え、それをインターネットで投票、観戦というニーズが急拡大している。これに合わせて、大手紙は、発売日当日の夜のレースの予想に力を入れている。
全国紙の夕刊の休刊一覧
| 休刊日（終刊日） | 新聞 | 休刊エリア                                                 |
| ---------------- | ---- | ---------------------------------------------------------- |
| 2002年3月30日    | 産経 | 東京本社管内全域（関東地方）                               |
| 2008年8月30日    | 毎日 | 北海道支社管内全域                                         |
| 2010年3月31日    | 朝日 | 大分県、佐賀県                                             |
| 2012年3月31日    | 朝日 | 福岡県筑豊・筑後地方、飯塚市、久留米市、山口県中部         |
| 2014年4月30日    | 読売 | 大分県                                                     |
| 2016年3月31日    | 朝日 | 山梨県                                                     |
| 2016年3月31日    | 毎日 | 山梨県[注釈 6]                                             |
| 2017年12月28日   | 日経 | 沖縄県                                                     |
| 2019年3月30日    | 朝日 | 栃木県、群馬県                                             |
| 2019年3月30日    | 毎日 | 栃木県、群馬県[注釈 6]                                     |
| 2023年3月31日    | 毎日 | 静岡県[注釈 6]、中部本社管内全域（愛知県、岐阜県、三重県） |
| 2023年4月28日    | 朝日 | 名古屋本社管内全域（愛知県、岐阜県、三重県）[注釈 7]       |
| 2024年3月30日    | 朝日 | 北海道支社管内全域                                         |
| 2024年3月30日    | 毎日 | 滋賀県、兵庫県姫路市、加古川市、高砂市                     |
| 2024年3月30日    | 産経 | 滋賀県                                                     |
| 2024年9月30日    | 朝日 | 静岡県、西部本社管内全域（福岡県、山口県、沖縄県）         |
| 2024年9月30日    | 日経 | 福岡県北九州市、中間市、遠賀郡、山口県下関市               |
| 2024年10月31日   | 日経 | 静岡県                                                     |
ブロック紙では『中国新聞』が部数の低迷や広告収入の減少等を理由に2015年4月末をもって夕刊を休刊した。ブロック紙としては『中国新聞』が初めての例となった（この代替として、本編のダイジェストや注目記事解説に特化した『中国新聞SELECT』を2015年5月から創刊している）。また、ブロック紙3社連合の一角を占める『北海道新聞』も原材料費の高騰や輸送コストの上昇などを理由に2023年9月末をもって、『中日新聞』も同社の東京本社が発行している『東京新聞』が東京23区を除き、2024年8月末をもって、『北陸中日新聞』が2025年3月末をもって夕刊を休刊した。
この他、現在でも夕刊を発行する地方紙が幾つかあるが、かつての『大分合同新聞』や『山形新聞』のように、夕刊が夕方に直接配達できない山間部などの地域において、翌日の朝刊と一緒にまとめて配達する社もある。
近年では、『大分合同新聞』と『徳島新聞』が2020年3月31日、『東奥日報』が同年8月31日、『山陽新聞』が同年11月30日、『高知新聞』が同年12月25日、『熊本日日新聞』が2021年9月30日、『室蘭民報』が2022年3月31日、『静岡新聞』が2023年3月31日、『信濃毎日新聞』が同年9月30日、『新潟日報』が2024年2月29日をもって夕刊を廃止するなど、地方紙の朝刊単独紙への移行が相次いでいる。

### 全国紙・ブロック紙の夕刊配達地域
| 紙名         | 紙名         | 夕刊発行地域（【事業所名】は担当事業所、太字は紙面製作を行う）                                                                               |
| ------------ | ------------ | --- |
| 読売新聞     | 読売新聞     | 関東地方、山梨県、静岡県【東京本社】 北海道【北海道支社】 富山県、石川県【北陸支社】 近畿地方【大阪本社】 山口県、福岡県、沖縄県【西部本社】 |
| 朝日新聞     | 朝日新聞     | 関東地方、沖縄県【東京本社】 近畿地方【大阪本社】                                                                                            |
| 毎日新聞     | 毎日新聞     | 関東地方【東京本社】 近畿地方【大阪本社】 山口県、福岡県、沖縄県【西部本社】                                                                 |
| 日本経済新聞 | 日本経済新聞 | 関東地方、山梨県【東京本社】 近畿地方【大阪本社】 東海地方【名古屋支社】 山口県、福岡県【西部支社】                                          |
| 産経新聞     | 産経新聞     | 近畿地方【大阪本社】 |
| 河北新報     | 河北新報     | 宮城県 |
| 中日新聞     | （中日新聞） | 岐阜県、愛知県、三重県【名古屋本社】 静岡県【東海本社】                                                                                      |
| 中日新聞     | 東京新聞     | 東京23区 |
| 西日本新聞   | 西日本新聞   | 福岡県 |

- それぞれ一部地域を除く。
- 毎日新聞、西日本新聞は佐賀県の佐賀市・鳥栖市・基山町のそれぞれ一部で夕刊が配達される。西日本新聞夕刊には系列のサガテレビの番組表も載せている。
- 三重県のうち、地理的な関係で大阪本社管轄となる伊賀市、名張市、熊野市および南牟婁郡[注釈 18]では夕刊の配達は行っていない。
- 中日新聞は滋賀県の彦根市・米原市・長浜市でも夕刊が配達されていたが、2022年3月現在は大津市・草津市・甲賀市などを含めた県全域で統合版の配布エリアになっている。
- 一般に、朝夕刊のセット刷りで発行する地域においては、1日に最も早く午前中に印刷する物が夕刊であり、版数では概ね3・4・5版[24]と、1桁の若い数字が版数として掲載されている。
  - ちなみに当日の夜間〜深夜にかけて印刷される翌日の朝刊は、12・13・14版（新聞により10・15版あり）と2桁になっている。またスポーツ紙や一部の夕刊専売の新聞は「A・B版」となっているものもある。

### 夕刊も並売している地方紙
| 紙名     | 地域           |
| -------- | -------------- |
| 北國新聞 | 石川県         |
| 京都新聞 | 京都府、滋賀県 |
| 神戸新聞 | 兵庫県         |

- それぞれ一部地域を除く。

日刊紙の休刊一覧（夕刊専売紙を除く）
| 休刊日（終刊日） | 新聞社                                               |
| ---------------- | ---------------------------------------------------- |
| 1941年12月7日    | 下野新聞                                             |
| 1944年3月6日     | 茨城新聞                                             |
| 1950年7月1日     | 佐賀新聞                                             |
| 1952年3月31日    | 夕刊山陰、日向日日新聞                               |
| 1961年4月30日    | 上毛新聞                                             |
| 1968年10月31日   | 富山新聞                                             |
| 1973年12月28日   | 福井新聞                                             |
| 1985年6月29日    | 四国新聞                                             |
| 1992年3月31日    | 愛媛新聞                                             |
| 1993年5月31日    | 長崎新聞                                             |
| 2000年3月31日    | 福島民報、福島民友                                   |
| 2002年3月30日    | 産経新聞東京本社                                     |
| 2008年8月30日    | 毎日新聞北海道支社                                   |
| 2008年9月30日    | 秋田魁新報                                           |
| 2009年2月28日    | 南日本新聞、沖縄タイムス[注釈 19]、琉球新報[注釈 19] |
| 2009年12月28日   | 北日本新聞                                           |
| 2010年6月30日    | 岩手日報                                             |
| 2011年7月30日    | 山形新聞                                             |
| 2015年4月30日    | 中国新聞                                             |
| 2017年9月30日    | 岐阜新聞                                             |
| 2020年3月31日    | 徳島新聞、大分合同新聞                               |
| 2020年8月31日    | 東奥日報                                             |
| 2020年11月30日   | 山陽新聞                                             |
| 2020年12月25日   | 高知新聞                                             |
| 2021年9月30日    | 熊本日日新聞                                         |
| 2022年3月31日    | 室蘭民報                                             |
| 2023年3月31日    | 静岡新聞[注釈 20]、毎日新聞中部本社                  |
| 2023年4月28日    | 朝日新聞名古屋本社                                   |
| 2023年9月30日    | 北海道新聞、信濃毎日新聞                             |
| 2024年2月29日    | 新潟日報                                             |
| 2024年3月30日    | 朝日新聞北海道支社                                   |
| 2024年9月30日    | 朝日新聞西部本社                                     |
| 2025年3月31日    | 北陸中日新聞                                         |

### 主な夕刊専売紙

#### 全国紙
- 東京スポーツ
  - 大阪スポーツ
  - 中京スポーツ
- 日刊ゲンダイ（日本新聞協会非加盟、講談社系）

#### 地方紙・地域紙
- 十勝毎日新聞（北海道十勝総合振興局管内）
- 苫小牧民報（北海道胆振総合振興局管内）
- 美幌新聞（北海道オホーツク総合振興局管内）
- 石巻日日新聞（宮城県石巻市）
- 桐生タイムス（群馬県桐生市）
- 南海日日（三重県尾鷲市）
- 紀勢新聞（三重県尾鷲市）
- 夕刊三重（三重県松阪市）
- 紀伊民報（和歌山県田辺市）
- 紀州新聞（和歌山県御坊市）
- 紀南新聞（和歌山県新宮市）
- 津山朝日新聞（岡山県津山市）
- 島根日日新聞（島根県出雲市）
- 宇部日報（山口県宇部市）
- 日刊人吉新聞（熊本県人吉市）
- 今日新聞（大分県別府市）
- 夕刊デイリー（宮崎県延岡市）

### 廃刊や朝刊へ移行した夕刊専売紙
近年では販売部数の減少による廃刊および朝刊への移行が相次いでおり、日本新聞協会の調べでは2002年から2022年までの20年間で、夕刊に限ると1,761万部から593万部へ66%減少し、1,168万部が消滅している。
- 夕刊フジ（2025年休刊）
- 根室新聞（2021年休刊）
- 千歳民報（2020年休刊）
- 函館新聞
- 札幌タイムス（2009年休刊）
- いわき民報
- サン写真新聞（1960年休刊）
- 東京日日新聞
- 内外スポーツ
- リアルスポーツ（2009年休刊）
- スポーツタイムズ
- 東京レディコング（1991年休刊）
- 日刊アスカ（1994年休刊）
- 南信日日新聞→長野日報
- 名古屋タイムズ（2008年休刊）
- 東海毎日新聞
- 夕刊京都（1982年休刊）
- 大阪日日新聞（2023年休刊）
- 大阪新聞（2002年休刊）
- 関西新聞（1991年休刊）
- 新関西（1979年休刊）
- 新大阪（1995年廃刊）
- 岡山日日新聞（2011年廃刊）
- 夕刊みなと→山口新聞
- 新九州
- フクニチ新聞（1992年休刊）
- 南九州新聞（2022年休刊・ウェブメディアへ移行）

### 夕刊を発行していたスポーツ紙
いずれも前夜早刷り。この他、サンケイスポーツ・日刊スポーツの各大阪本社が、それぞれ早版（夕刊）を発行していたが、いずれも2000年代前半までに早版を廃止している。
- デイリースポーツ（東京本社版）

「夕刊デイリー」として、駅・コンビニなどのスタンド売りのみで販売。なお「夕刊デイリー」と同一紙面が一部地域では翌日に朝刊（当日版）として販売されていたが、輸送コストが高くかかることを理由に2009年11月30日付（11月29日発行）で廃止した。1990年代前半までは神戸本社でも、京阪神の主要ターミナルの売店に於いて「速報版」と称し、事実上の夕刊として販売していた。なお、宮崎県に現存する夕刊デイリーとは関連は一切ない。
- スポーツニッポン（大阪本社版）

元は「スポニチ夕刊・新関西」だった。1979年11月1日発行（11月2日付け）以後、翌日の第6版（地方都市向け）を大阪市・京都市・神戸市とその周辺地域の主要ターミナルの売店に於いて「スポニチ前夜速報版（後に早刷り号）」と称し、事実上の夕刊として販売していたが、2009年11月30日付（11月29日発行）でデイリースポーツと同じ理由で廃止になった。

### 特別夕刊
本来夕刊を発行する予定のない日付・地域ではあるが、社会的に重要な事象が生じている場合に、号外ではなく臨時に夕刊を発行する場合がある。このような夕刊を特別夕刊とも称する。号外と同様に号数の通し番号は付されない。
- 全国紙での特別夕刊発行事例（下記、皇室の慶弔行事以外）
  - 1958年11月27日：皇室会議での皇太子妃決定（正田美智子さん）の報道のため[27][28]
  - 1996年7月20日：アトランタオリンピックの開会式報道のため（海の日）[注釈 21]
  - 2011年3月13日：東北地方太平洋沖地震（東日本大震災）の被害状況報道のため（日曜日）[29]
  - 2025年7月21日：第27回参議院議員通常選挙報道のため（海の日）[30][注釈 22]

#### 皇室の慶弔行事に伴う発行
皇室の慶弔行事が行われる場合、その開催日については当該年のみ限定の休日として扱われるが、その日についても夕刊の発行がなされる。その場合は、「きょう夕刊発行します」「きょう（あす）○○日は、○○の礼の休日ですが、夕刊は平常どおり発行いたします。ご了承下さい」と掲載している。特別夕刊の一種といえる。
- これまでの事例
  - 1959年4月10日：皇太子明仁親王（当時）と正田美智子の結婚の儀
  - 1989年2月24日：昭和天皇の大喪の礼
  - 1990年11月12日：明仁天皇と皇后美智子の即位の礼
  - 1993年6月9日：皇太子徳仁親王（当時）と小和田雅子の結婚の儀
  - 2019年
    - 4月30日：明仁天皇の退位礼正殿の儀[32]
    - 5月1日：今上天皇と皇后雅子の即位の儀式[32]

### 中央競馬に伴う日曜の夕刊発行
年に数回、ハッピーマンデーに中央競馬が開催される場合は、大手夕刊紙は前日の日曜日も発行される。

### 番組表の扱い
番組表は、セット版であれば当日夕方から翌朝（ラジオの場合は放送日付上の最終番組まで）の約半日のもの、地方紙などの夕刊統合版であれば、当日夕方から翌日の放送日付上の最終番組までの約1日半のものを載せることが多い。
ただし例外として、夕刊フジ大阪版は一般新聞のセット版と同じ当日夕方から放送日付上の最終番組のものだけ、東京スポーツと大阪スポーツは、それぞれ当日と翌日の夕方から放送日付上の最終番組の分だけを載せている。また、新聞によってはラジオ欄を省略する場合もある。

## 海外の夕刊紙

### イギリス
イギリスの代表的な夕刊紙として『イブニング・スタンダード』があり、1827年に有料紙として発刊し2009年10月12日に無料紙に移行した。なお2024年10月現在は毎週木曜日のみの発行となっている。
- ロンドン・イブニングポスト（英語版）（1727年 - 1797年）
- イブニング・スタンダード（英語版）（1827年 - ）
- ヨークシャー・イブニングポスト（英語版）（1890年 - ）

### フランス
フランスでは同じ新聞社が朝刊と夕刊を出すことは少なく、朝刊紙と夕刊紙に分かれており、フランスの代表的な新聞である『ル・モンド』は夕刊紙である。
- ル・モンド（1944年 - ）

### アメリカ合衆国
- ボストン・イブニングポスト（英語版）（1735年 - 1775年）
- シカゴ・イブニングポスト（英語版）（1886年 - 1932年）

### 中国
- 揚子晚報（中国語版）（1986年 - ）

### 韓国
韓国の全国紙は長い間、朝刊紙（朝鮮日報、韓国日報、ソウル新聞）と夕刊紙（東亜日報、中央日報、京郷新聞）に分かれて共存関係が図られていた。しかし生活パターンの変化もあり、1990年代に夕刊紙だった新聞社も配送配達に有利な朝刊を選択するようになった。1991年には京郷新聞が夕刊紙から朝刊紙に変更し、さらに1993年に東亜日報、1995年に中央日報が朝刊紙に移行した。

### 台湾
- 自立晩報（1947年 - 2001年）